# Ямпольский, Пинхус Рувимович
Пинхус Рувимович (Павел Романович) Ямпольский (19 декабря 1907, Вершино-Каменка, Херсонская губерния — 9 января 1981, Симферополь) — советский партийный и государственный деятель, второй секретарь Крымского обкома ВКП(б). Партизан Великой Отечественной войны в Крыму, возглавлял Крымский подпольный центр, с января 1944 командир Северного соединения партизан Крыма. После освобождения Крыма — заместитель председателя Совнаркома Крыма.

## Биография
Родился 19 декабря 1907 в селе Вершино-Каменка в еврейской семье. Отец его, торговый приказчик, умер в 1909 году.

### Партийная карьера
В 1917—1921 годах учился в школе-семилетке, в 1927 году — в вечерней партийной школе. В 1922—1923 годах работал чернорабочим в Житомире, затем до 1928 года — машинистом на маслозаводе в селе Новая Прага. С октября 1929 года по октябрь 1931 года служил в 7-м батальоне морских сил Чёрного моря в Севастополе. В 1931—1933 годах работал заведующим агитмассовым отделом Центрального совета Осовиахима Крыма, в 1939—1941 годах — заведующим сельхозотделом Крымского обкома ВКП(б). Крымский обком в 1941 году был эвакуирован на Кавказ, в Краснодар, позднее в 1942 году — в Сочи, где П. Р. Ямпольский был избран вторым секретарём Крымского обкома ВКП(б).

### Во главе партизанского движения Крыма
2 октября 1942 года решением Крымского обкома ВКП(б) был создан подпольный партийный центр под руководством П. Р. Ямпольского в составе Р. Ш. Мустафаева, И. Г. Генова и Н. Д. Лугового, на который было возложено руководство подпольными партийными организациями и партизанским движением в Крыму, а также проведение агитационной и организационно-массовой работы с населением.
Майор интендантской службы. С октября 1942 по апрель 1944 года возглавлял областной подпольный центр. В период 25 ноября 1943 по 29 января 1944 года Ямпольский одновременно командир Центральной оперативной группы (ЦОГ).
4 октября 1942 года на Малом аэродроме совершили посадку четыре самолёта У-2. На одном из них прибыл секретарь Крымского обкома партии П. Р. Ямпольский. 6 октября Ямпольский провел первое заседание нового обкома. На нём слушали сообщение И. Г. Генова о состоянии и ближайших задачах крымского подполья. Иван Гаврилович доложил, что в оккупированном Крыму работают 15 райпартуполномоченных, создано 37 подпольных групп советских патриотов, насчитывающих 126 человек актива. Распространено 9 тысяч газет и 14 тысяч листовок. Второй доклад Н. Д. Лугового: «О мероприятиях по дальнейшему развертыванию партизанского движения в Крыму». 12 октября Ямпольский вылетел в Сочи для доклада обстановки первому секретарю обкома Булатову. 18 октября 1942 Крымский обком принял постановление, по которому создавался Оперативный центр по руководству партизанами в составе Г. Л. Северского (командующий), П. Р. Ямпольского и Р. Ш. Мустафаева (секретари обкома ВКП(б)), а также Д. Е. Ермакова (начальник штаба). Существующий Центральный штаб и районные штабы ликвидировались. Все отряды подчинялись оперативному центру. 27 октября 1942 года Ямпольский прилетел в лес для руководства на постоянной основе.
26 декабря 1942 года в связи с перебоями снабжения и голодными смертями у партизан в Крымский обком отправлена радиограмма: «Вы верите, что положение у нас катастрофическое или не верите? Чувствуете ли свою партийную ответственность. Ямпольский, Мустафаев».
В начале лета 1943 вылетал на большую землю. Вернулся 19 сентября 1943 года на аэродром у Иваненковской казармы на самолёте У-2. С ним прибыл назначенный секретарем Симферопольской подпольного обкома И. А. Козлов.
С 29 января 1944 — по 20 апреля 1944 года — командир Северного соединения партизан Крыма. За активную борьбу против оккупантов награждён медалью «Партизану Отечественной войны» первой степени.

### На руководящей работе
С апреля по июнь 1944 года работал заместителем председателя Совнаркома Крыма, затем был отозван в Москву. Позже был репрессирован, реабилитирован в 1954 году. Участвовал в работе ветеранских организаций и встречах выживших партизан Крыма на местах боёв. В 1980 году он вернулся на постоянное жительство в город Симферополь, где и умер 9 января 1981 года.

## Награды
- Медаль «Партизану Отечественной войны» первой степени. (1944)
- Медаль «За победу над Германией в Великой Отечественной войне 1941—1945 гг.» (1945)
- Орден Красного Знамени (30.03.1946)

## Память
Упоминается во всех мемуарах основных участников партизанского движения в Крыму после 1942 года. Особенно подробно описан в книге воспоминаний Ф. И. Федоренко, непосредственным командиром которого он был.